# Železniško postajališče Podnart
Železniška postaja Podnart je ena izmed železniških postaj v Sloveniji, ki oskrbuje bližnje naselje Podnart.